# Davenport (Floride)
Pour les articles homonymes, voir Davenport.
Davenport est une ville des États-Unis qui se situe dans le comté de Polk en Floride.

## Démographie
| 1920 | 1930 | 1940 | 1950 | 1960  | 1970  |
| ---- | ---- | ---- | ---- | ----- | ----- |
| 117  | 650  | 640  | 760  | 1 209 | 1 303 |

| 1980  | 1990  | 2000  | 2010  | - | - |
| ----- | ----- | ----- | ----- | - | - |
| 1 509 | 1 529 | 1 924 | 2 888 | - | - |

Au recensement de 2000, sa population était de 1 925 habitants.